# 劉慶 (弘治進士)
劉慶（1466年—？），字天錫，陕西寧夏前衛籍山西芮城县人，明朝政治人物。

## 生平
陕西鄉試第十三名舉人。弘治十二年（1499年）中式己未科會試第二百六十二名，三甲第一百六十九名進士。授知县，弘治十八年（1505年）十一月选授广西道试監察御史，正德二年（1507年）閏正月奉命查盘大同等处边储。

## 家族
曾祖劉斌；祖劉成；父劉信。母杜氏。具庆下。弟劉序。